# Jardin royal des plantes médicinales
Pour les articles homonymes, voir Jardin du Roi, Jardin royal et Jardin des plantes.
Le Jardin royal des plantes médicinales a été aussi bien un jardin des plantes que l'institution royale ayant précédé historiquement le Muséum national d'histoire naturelle pendant la période qui s'étend de sa fondation en 1635 à sa transformation en Muséum national en 1793. Le siège du Muséum est toujours situé dans le même jardin que celui de la période monarchique mais il est de nos jours connu sous le nom simplifié de « Jardin des plantes ». Il est situé dans ce qui est actuellement le 5e arrondissement de Paris.
Les noms et les orthographes désignant ce jardin ont changé au fil du temps : le Jardin a ouvert ses portes au public en 1640 sous le nom de « Jardin royal des herbes médicinales », pour s'appeler ensuite « Jardin royal des plantes médicinales », « Jardin royal des plantes » ou « Jardin des plantes », plus simplement.
Le jardin était aussi couramment appelé le Jardin du Roy sous l'Ancien Régime, mais il ne doit pas être confondu avec d'autres « jardins du roi », comme le bosquet de même nom situé dans le jardin de Versailles ou le Jardin du Roi situé à Bruxelles, en Belgique. Par ailleurs, alors que le Muséum national était déjà fondé depuis les dernières années du XVIIIe siècle, le Jardin fut officiellement nommé Jardin du Roi pendant la période correspondant au retour à la monarchie, dès 1814.
C’est l’une des plus anciennes institutions scientifiques françaises, avant la création de l’Académie des sciences (1666) et l’observatoire de Paris (1672).

## Historique

### La naissance du Jardin (1626–1640)

#### Prémices
La création d'un jardin des plantes à Paris s'inscrit dans un mouvement intellectuel européen, qui voit naître au XVIe siècle ces espaces destinés à l'étude de la botanique et aux soins par les plantes : Pise (1543-1544), Padoue (1545), Bologne (1568) ou Leyde (1590) se dotent de très grands établissements. En 1593, Henri IV fonde celui de Montpellier, place protestante et siège d'une célèbre faculté de Médecine.
Dans la capitale, il existait des jardins médicinaux depuis le Moyen Âge, et au XVIe siècle, l'apothicaire Nicolas Houël enseigne déjà la botanique, l'herboristerie et les soins par les plantes sur la terre d'Alez, site du futur jardin des plantes. Mais ce n'est qu'en 1597 que la faculté de médecine se dote d'un jardin des herbes, situé rue de la Bûcherie et confié aux soins du botaniste Jean Robin. Il ferme en 1617, et dès l'année suivante, Robin publie une Request au Roy pour l'establissement d'un Jardin royal en l'Université. Cette idée est également défendue dès 1616 par un des médecins du roi, parisien, Guy de La Brosse (v.  1586–1641).
Habile, plein de bon sens et tenace, ce spécialiste de botanique médicale finit par intéresser la couronne à son projet. Avec l'aide du cardinal de Richelieu, du surintendant des Finances Claude Bullion et du premier médecin du roi, Jean Hérouard, il obtient du roi, en janvier 1626, des « lettres pattentes » portant création d'un « jardin des plantes médicinales». Ce document indiquait que le futur jardin serait établi dans l'un des faubourgs de Paris, mais ne précisait pas encore un emplacement concret. La surintendance en était confiée à Hérouard et l'intendance à Bullion. Guy de La Brosse dut cependant batailler pour que son projet aboutisse : la mort du surintendant à La Rochelle en 1628, l'hostilité constante de la faculté de médecine dont le Jardin était indépendant, ne le découragèrent pas. En février 1633, il réussit à acquérir, des héritiers du magistrat Daniel Voysin, une grande propriété aux portes sud-est de Paris, dans le faubourg Saint-Victor, (d'après l'abbaye Saint-Victor). Cette partie de la terre d'Alez est alors traversée par la Bièvre.

#### L'édit royal de mai 1635

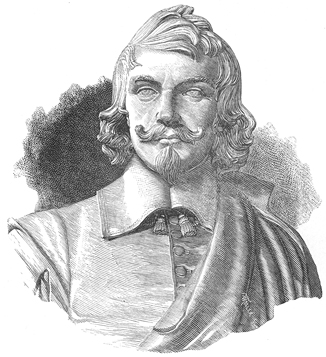
Portrait de Guy de La Brosse, d'après un buste de Nicolas-Augustin Matte, déposé au Muséum, Jules Pizzetta, 1893

En mai 1635, Louis XIII consacre cette fondation et son implantation parisienne par un nouvel édit, enregistré en 1638 contre toutes les oppositions : Guy de la Brosse a définitivement gagné. Le surintendant du Jardin est Charles Bouvard, premier médecin du roi. En 1640, après plusieurs années de travaux et d'aménagement et la première publication, en 1636, d'une première recension des cultures, le nouveau jardin pouvait ouvrir ses portes au public. Outre plusieurs milliers de plantes et un petit labyrinthe aménagé sur une butte artificielle, qu'il appelait sa « montagnette », Guy de la Brosse obtient la création de cours également indépendants de la faculté et relevant directement du roi, comme les enseignements du Collège de France, créé en 1530. Trois chaires sont créées, tenues par des professeurs avec des «démonstrateurs», ou maîtres de conférences, ils y enseignent la botanique, la chimie et l'anatomie au public qui y vient librement,.
Le projet suscite de nombreuses oppositions, notamment de la part de la faculté de médecine de l’université de Paris, qui y voit un concurrent à son propre enseignement, d’autant que les cours sont ouverts à tous et donnés, non en latin, mais en français. Ce n’est pas la seule nouveauté : certains sujets, comme la circulation du sang, y sont enseignés alors qu’ils sont encore critiqués par la faculté. Des enseignants viennent de l’université de Montpellier, grande rivale de l’université de Paris. Pour apaiser un peu les tensions, Louis XIII décide d’autoriser l’enseignement, mais ne permet pas au Jardin de dispenser des diplômes ; le Jardin ne comptera, à la Révolution, que trois postes de professeurs : botanique, anatomie et chimie.
Le fils de Charles Bouvard, Michel Bouvard, seigneur de Fourqueux, lui succède comme intendant du Jardin royal et y fait construire la première serre.

### Colbert stimule la recherche (1671)

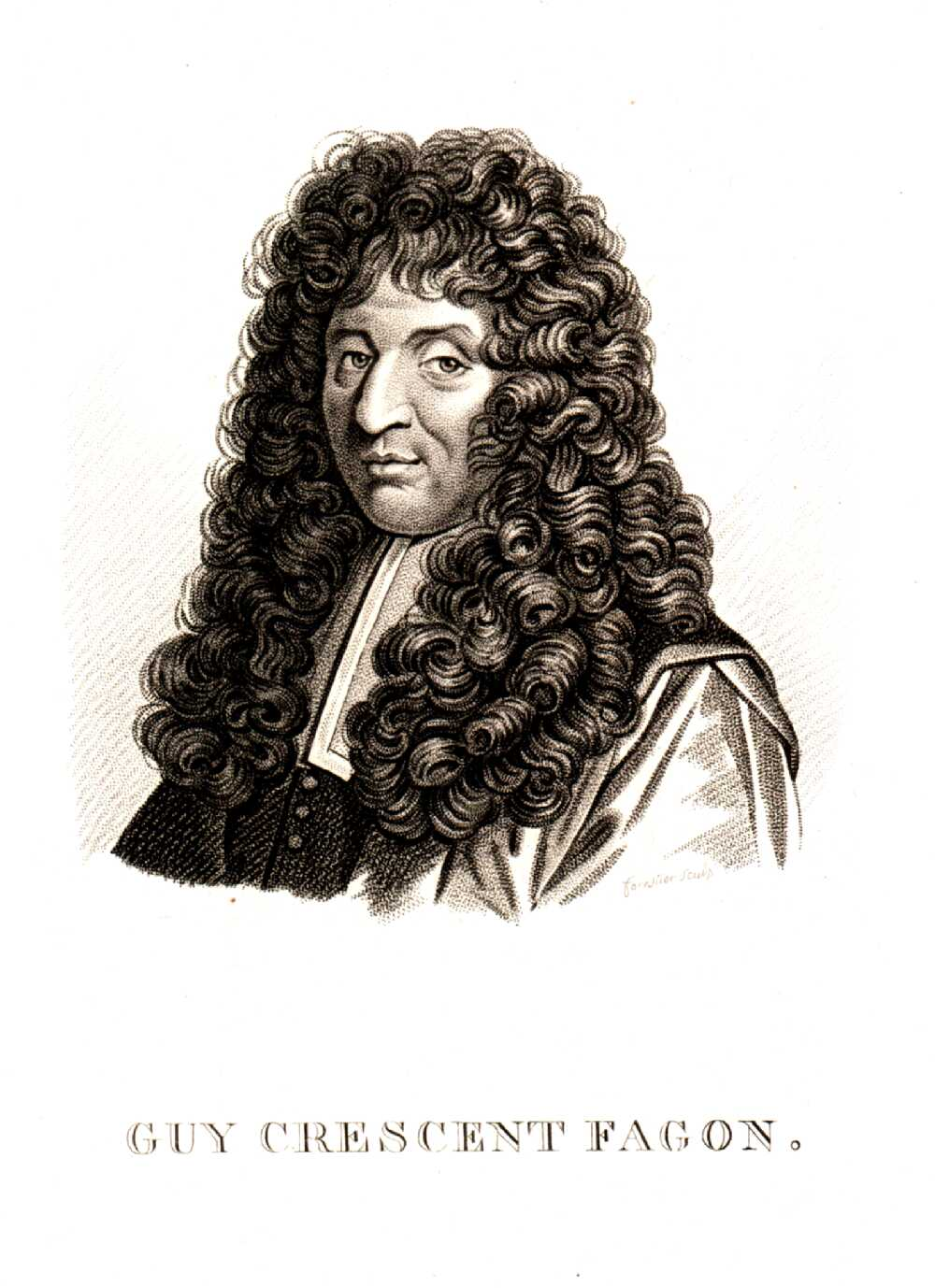
Guy-Crescent Fagon, 1702, gravure de Gérard Edelinck d’après Hyacinthe Rigaud, musée Hyacinthe-Rigaud, Perpignan.

En 1671, à la mort d'Antoine Vallot, dont la gestion avait été taxée de négligence, Colbert fait réunir, par déclaration royale, la surintendance du Jardin avec celle des Bâtiments royaux, dont il est alors pourvu. Le premier médecin du roi, Antoine d'Aquin, continue d'assurer la direction technique du Jardin, mais doit se contenter du titre d'intendant, sous la direction de Colbert.
En 1664 Antoine Vallot avait fait appel au jeune Fagon, neveu de Guy de La Brosse, pour récolter des plantes en France. Il lui fait parcourir le Midi de la France, les Alpes et les Pyrénées, et de repeupler le Jardin que la négligence ou la mauvaise volonté des Bouvard avait laissé dépérir. Il devient en 1671 le « sous-démonstrateur » du Jardin des plantes. En 1693 la disgrâce de d'Aquin lui vaut la charge de premier médecin de Louis XIV, et du même coup l'intendance du Jardin royal.
Fagon s’entoure d’une équipe brillante, dans laquelle figurent Christophe Glaser, Bernard de Jussieu et Joseph Pitton de Tournefort, son suppléant, qui entre à l'Académie royale des Sciences en 1691.
Ils plantent aussi en arboretum la « butte Coypeau » (ou « des Copeaux »), qui devient alors le « labyrinthe du Jardin des plantes », au croisement des actuelles rues Cuvier et Geoffroy Saint-Hilaire.
Le poste de « concierge et directeur de la culture des plantes du Jardin royal » est créé le 9 novembre 1674 par Colbert pour Nicolas Marchant, qui l'occupe jusqu'à sa mort en 1678. Jean Marchant, son fils, lui succède de 1678 à 1694, date à laquelle la charge est supprimée par Tournefort. Au Jardin du Roi les deux hommes de l'Académie des Sciences disposent d'un terrain spécial et indépendant, appelé le « petit jardin », non loin de l'actuelle rue Geoffroy-Saint-Hilaire et de l'ancien amphithéâtre utilisé par les académiciens. Les Marchant cultivent un grand nombre d'espèces étrangères ou rares : la seule année 1680, Jean Marchant fait « venir des pays étrangers plus de cinq cents différentes graines ou plantes qui ne se trouvent point en ces pays. Il les cultiva, et à mesure qu'elles fleurissoient, il en faisoit la description, les fournissoit au laboratoire pour les analyser et au dessinateur de l'Académie pour en faire les desseins ».

### Le règne de Buffon 1738–1788

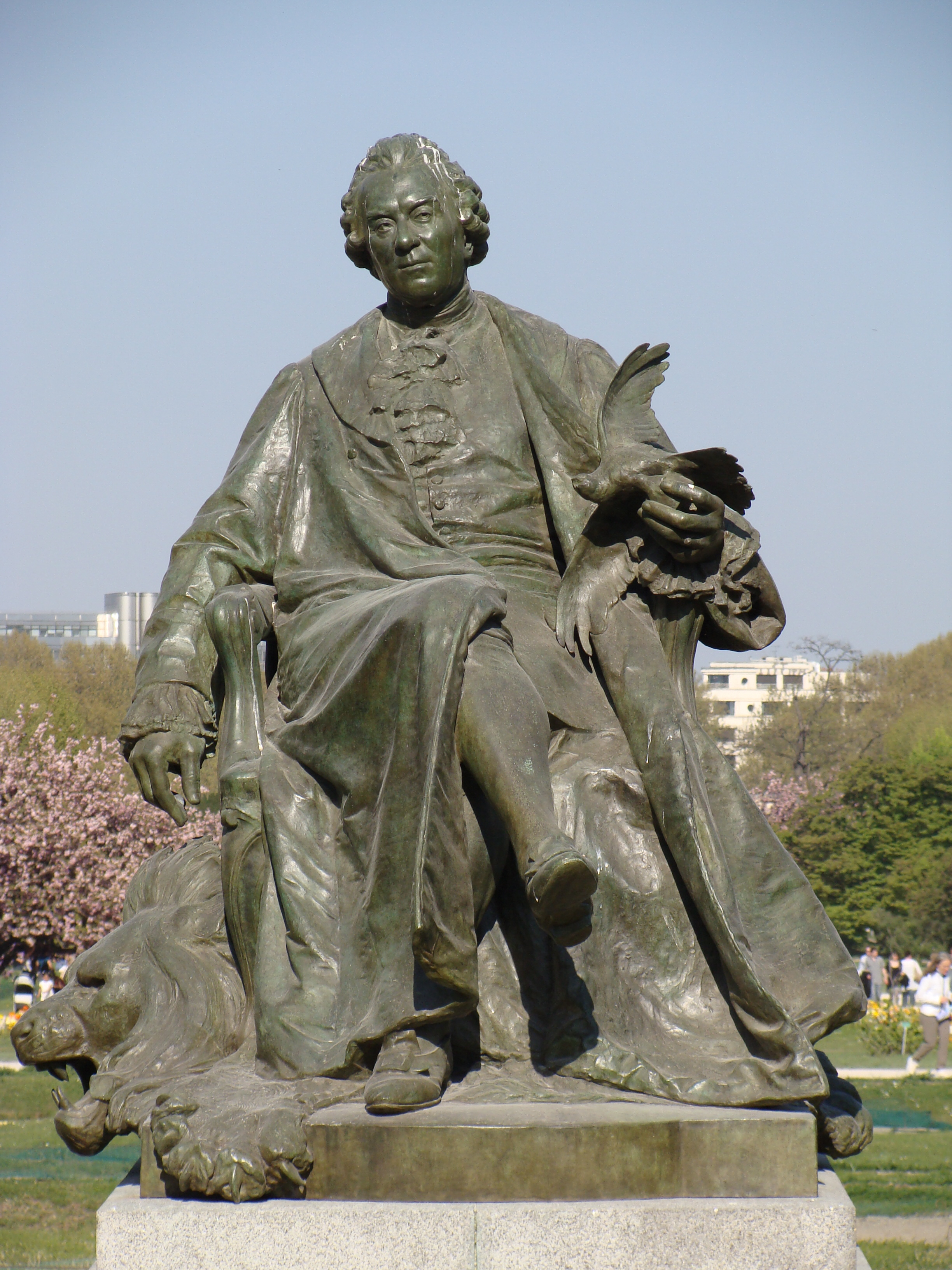
Statue de Buffon dans le Jardin des plantes, Jean Carlus, 1908

En 1718, le Jardin royal des plantes médicinales devient le Jardin royal des plantes. Buffon est nommé intendant du Jardin en 1739, le fait largement agrandir et règne en maître sur les lieux pendant près de 50 ans. Il fait ériger un belvédère au sommet du labyrinthe, la gloriette de Buffon, en contrebas il ordonne la construction d'un grand amphithéâtre pour les cours, l'amphithéâtre de Verniquet, et il fait agrandir le cabinet d'Histoire naturelle, ouvrage dirigé aussi par Verniquet. De jardin d'apothicaire, il transforme le Jardin des plantes en centre de recherche et en musée, faisant planter des arbres qu'on lui fait parvenir du monde entier. Dès lors, profitant des ressources que lui offre le grand établissement qu'il dirige et qu'il ne cesse d'enrichir, il entreprend de « tracer le tableau de la nature entière ». Excellent administrateur, propriétaire terrien et juriste de formation, il agrandira le Jardin, à partir de 1771, d'environ un tiers, vers l'ouest et la Seine (actuelle Ménagerie) et vers le sud sur la rive droite de la Bièvre (« clos Patouillet », actuel îlot Poliveau), en faisant exproprier les propriétaires des parcelles à acquérir. Il fait forger à Montbard les éléments de l'un des premiers édifices métalliques au monde, la « gloriette du Labyrinthe » ou « gloriette de Buffon ».
Françoise Basseporte succéda à Claude Aubriet comme peintre du Jardin du roi et resta en fonctions jusqu'au début du règne de Louis XVI.

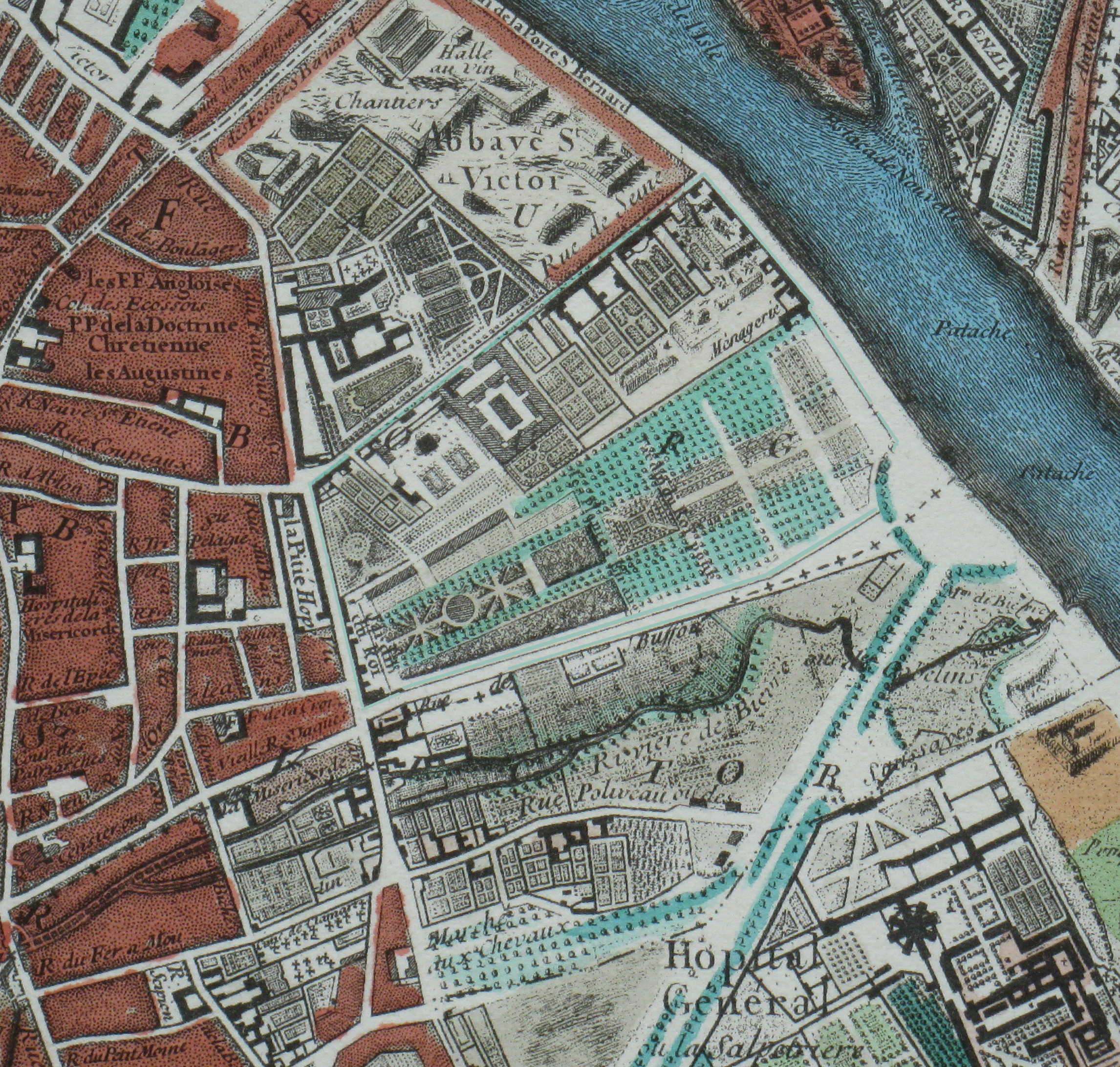
Le Jardin des plantes en 1800, plan publié en 1806 par Roussel[10].

### Transition sous la Révolution

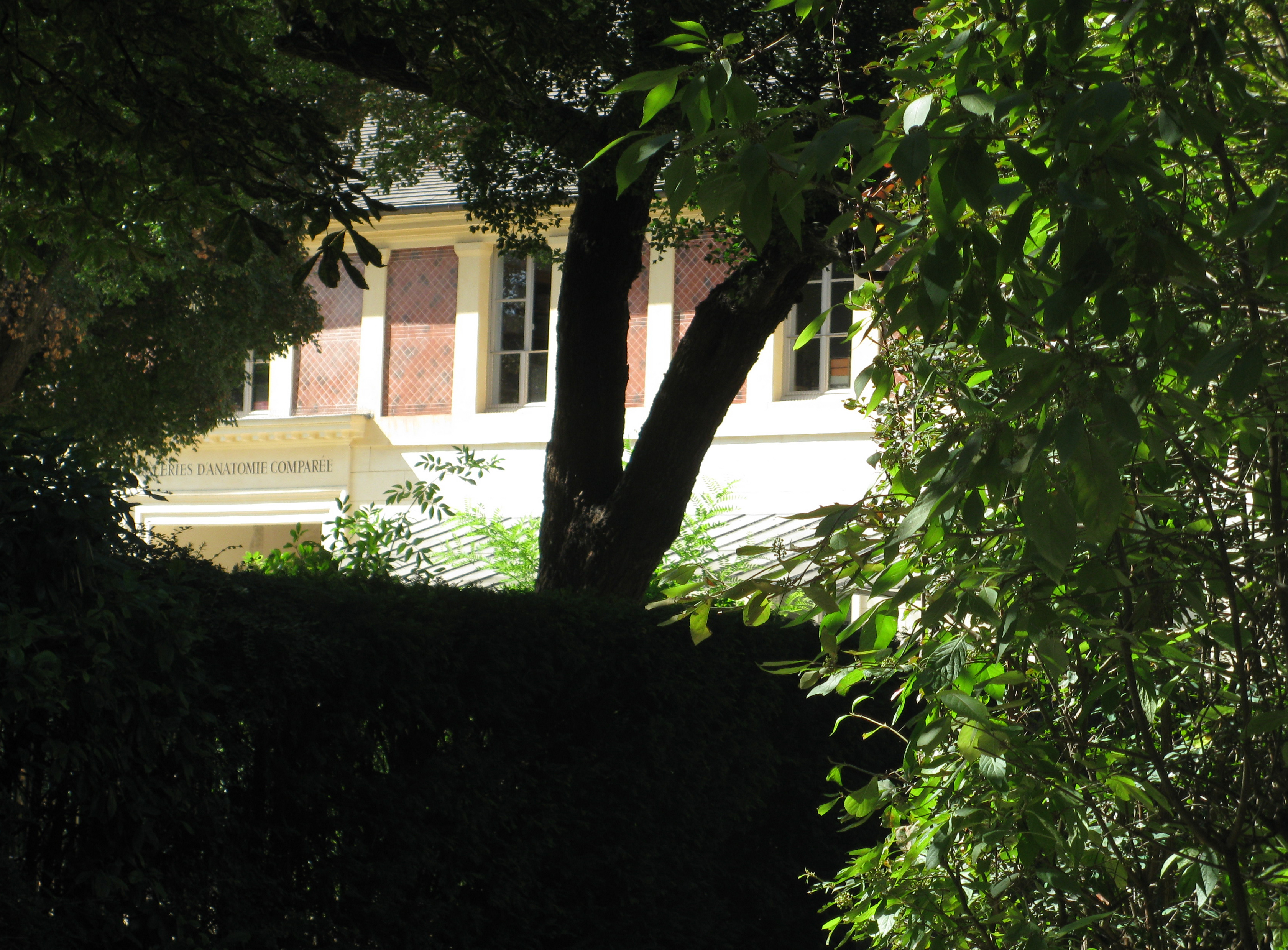
Ancienne galerie d'anatomie comparée (bâtiment de la baleine)

Lors de la Révolution, le « Jardin des plantes » et ses installations (laboratoires, galeries, collections, amphithéâtres, bibliothèque…) ainsi que le « clos Patouillet », propriété de Buffon sur les deux rives de la Bièvre au sud du Jardin, deviennent le Muséum national d'histoire naturelle.

## Direction

### Surintendants
- 1640 à 1643 : Charles Bouvard, premier médecin du roi.
- 1643 à 1646 : Jacques Cousinot, premier médecin du roi.
- 1646 à 1652 : François Vautier, premier médecin du roi.
- 1652 à 1671 : Antoine Vallot, premier médecin du roi.
- 1671 à 1683 : Jean-Baptiste Colbert, surintendant des bâtiments.
- 1683 à 1691 : François Michel Le Tellier de Louvois, surintendant des bâtiments.
- 1691 à 1698 : Édouard Colbert, marquis de Villacerf, surintendant des bâtiments.
- 1699 à 1718 : Guy-Crescent Fagon, premier médecin du roi.
- 1718 à 1732 : Pierre Chirac, premier médecin du régent.
- 1732 à 1739 : Charles François de Cisternay du Fay.
- 1739 à 1788 : Georges-Louis Leclerc de Buffon.
- 1788 à 1791 : Auguste Charles César de Flahaut de La Billarderie.
- 1792 à 1793 : Jacques-Henri Bernardin de Saint-Pierre.

### Intendants
- 1635 à 1641 : Guy de la Brosse.
- 1641 à 1646 : Michel Bouvard, seigneur de Fourqueux (fils de Charles Bouvard) [12].
- 1646 à 1653 : William Davisson.
- 1672 à 1693 : Antoine d'Aquin, premier médecin du roi.
- 1693 à 1698 : Guy-Crescent Fagon, premier médecin du roi.

## Listes des titulaires des chaires

### Chaire de botanique

#### Chaire principale: professeur
- 1635 à 1643 : Jacques Cousinot.
- 1643 à 1664 : Jean Bourgoin.
- 1664 à 1673 : Louis-Henri-Thomas d'Aquin.
- 1673 à 1708 : Pierre d'Aquin.
- 1708 : Joseph Pitton de Tournefort.
- 1709 à 1710 : Antoine-Tristan Danty d'Isnard.
- 1710 à 1758 : Antoine de Jussieu.
- 1758 à 1786 : Louis-Guillaume Le Monnier.
- 1786 à 1793 : René-Louiche Desfontaines.

#### Chaire secondaire: démonstrateur
- 1635 à 1662 : Vespasien Robin.
- 1664 à 1671 : Denis Joncquet.
- 1671 à 1708 : Guy-Crescent Fagon.
- 1708 à 1722 : Sébastien Vaillant.
- 1722 à 1777 : Bernard de Jussieu.
- 1777 à 1793 : Antoine-Laurent de Jussieu.

### Chaire de chimie

#### Chaire principale: professeur
- 1635 à 1665 : Urbain Baudinot.
- 1665 à 1672 : Guy-Crescent Fagon remplaçant.
- 1672 à 1686 : Guy-Crescent Fagon.
- 1686 à 1729 : Simon Boulduc.
- 1695 à 1707 : Antoine de Saint-Yon.
- 1707 à 1709 : Louis Lémery remplaçant.
- 1709 à 1712 : Claude Berger.
- 1712 à 1730 : Étienne François Geoffroy.
- 1730 à 1743 : Louis Lémery.
- 1743 à 1771 : Louis-Claude Bourdelin.
- 1771 à 1784 : Pierre Joseph Macquer
- 1784 à 1793 : Antoine-François Fourcroy.

#### Chaire secondaire: démonstrateur
- 1648 à 1651 : William Davisson.
- 1652 à 1660 : Nicaise Le Febvre.
- 1660 à 1671 : Christophe Glaser.
- 1671 à 1680 : Moyse Charas.
- 1680 : Antoine Josson.
- 1681 à 1684? : Sébastien Matte La Faveur.
- 1695 à 1695 : Simon Boulduc.
- 1729 à 1742 : Gilles-François Boulduc.
- 1743 à 1768 : Guillaume-François Rouelle.
- 1768 à 1779 : Hilaire-Marin Rouelle.
- 1779 à 1793 : Antoine-Louis Brongniart.

### Chaire d’anatomie

#### Chaire principale: professeur
- 1635 à 1669 : Marin Cureau de La Chambre (1594–1669).
- 1671 à 1680 : François Cureau de La Chambre (1630–1680).
- 1682 à 1718 : Joseph-Guichard Duverney (1648–1730).
- 1718 à 1729 : Emmanuel-Maurice Duverney (1688–1761).
- 1730 à 1742 : François-Joseph Hunauld (1701–1742).
- 1743 à 1751 : Jacques-Bénigne Winslow (1669–1760).
- 1751 à 1769 : Antoine Ferrein (1693–1769).
- 1769 à 1778 : Antoine Petit (1722–1794).
- 1778 à 1793 : Antoine Portal (1742–1832).

#### Chaire secondaire: démonstrateur
- 1727 à 1748 : Christophle dit Jacques-François-Marie Duverney.
- 1748 à 1764 : Antoine Mertrud.
- 1764 à 1787 : Jean-Claude Mertrud.
- 1787 à 1793 : Antoine-Louis-François Mertrud.